# Cantón Zapotillo
Cantón Zapotillo está situado en la parte occidental de la provincia de Loja, en el sur de Ecuador, cuya cabecera cantonal es Zapotillo.

## Historia
Lo que en la actualidad erige el cantón Zapotillo fue habitado por la cultura Zapallal, que provienen de la fusión de las culturas Valdivia y Chorrera[cita requerida]. Se establecieron a las orillas del Río Tucarami en la actualidad llamado Río Catamayo – Chira. Fueron hábiles alfareros sus vestigios pueden ser observados en los cementerios indígenas de Sahinos, Garzareal y la cabecera cantonal de Zapotillo[cita requerida].
Durante la conquista española, en su paso hacia el Reino de Quito desde el sur, Sebastián de Benalcázar funda una villa en este valle con el nombre de Zapotillo el 20 de enero de 1534[cita requerida].
En un viejo documento del año 1801, que encontré[¿quién?] en el Archivo de la diócesis de Cuenca, se leen los informes del padre de Celica Fray Juan Arciniega y Vivanco y del Teniente del mismo pueblo de Celica Don José Manuel de los Ríos, para crear una doctrina con cura permanente, ya que el cura de Celica tenía que caminar hasta 16 leguas en 1801, para ir hasta lugares tan distantes como las entonces haciendas de Bolaspamba, Cazaderos, Mangahurco, Zapallal, etc.
En este informe para crear una doctrina con cura permanente en este sector de El Zapotillo (como ellos así le llaman), se agrega una lista de algunos habitantes de estos sectores como Castillo, Garsia (así está escrito), Ramires (así está escrito), Moncada, Duarte, Fructuoso, De la Bega (así está escrito), Barro, Robles, Chilo, Rosillo, Reyes, De la Cruz, Sapata (así está escrito), Reto, Alburquerque, More, Bonilla, Tinoco, Portocarrero, Alvarado, Agurto, Bautista, Arredondo, Carrión, Clabijo, Camacho, Rojas, Padilla y Pérez; en total estos vecinos ofrecen (con firma de compromiso de por medio) un total de 27 cabezas de ganado y 340 cabras, para formar la cofradía y sostener al sacerdote que tenía que vivir en el sitio de EL Zapotillo, junto a la capilla que había para ese entonces y que seguramente era de bahareque con techo de paja.
En el año 1801, era vicario y juez eclesiástico, de la ciudad de Loxa el Dr. Francisco Xavier Eguiguren. A este informe se le agregan los límites de la nueva parroquia eclesiástica que se iba a crear y que existía una población aproximada de 500 habitantes. Como límites de la nueva doctrina se incluyen el río Alamor y Catamayo (Tomado del libro, Monografía del cantón Zapotillo, (obra inédita) del Dr. Jorge Enrique García Alberca)
En la conformación de la gran Colombia, la Provincia de Loja perteneciente al Departamento de Azuay, estaba dividida en cinco cantones (Loja, Paltas, Calvas, Zaruma y Jambelí), Zapotillo pertenecía al cantón Paltas con las parroquias Alamor, Celica, Guachanamá, Cangonamá y Catacocha, siendo esta última la cabecera cantonal.
Luego de elevarse a Celica a la categoría de cantón el 12 de diciembre de 1878, Zapotillo pasó a formar parte de este nuevo cantón como parroquia.
El Presidente Guillermo Rodríguez Lara en uno de sus viajes de reconocimiento territorial el 14 de abril de 1974 visita Zapotillo, marcándose hitos importantes en la vida de lo zapotillanos, como la construcción de la carretera Celica - Zapotillo, una sucursal del Banco Nacional de Fomento, y la creación de Colegio Nacional Zapotillo.
El 19 de agosto de 1980, Presidente de la República Jaime Roldós Aguilera aprueba la Ley que crea el Cantón Zapotillo, y se publica en el Registro Oficial No- 261 el día miércoles 27 de agosto de 1980, conformado por la cabecera cantonal Zapotillo y las parroquias Paletillas y Cazaderos.

## División política

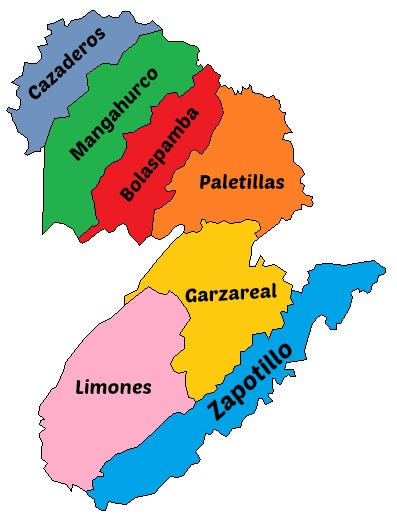
División Política del cantón Zapotillo.

El cantón Zapotillo se divide en una parroquia Urbana y seis parroquias rurales.

Parroquia Urbana: 
- Zapotillo (6,500 hab)

Parroquias Rurales:
- Paletillas (3,000)
- Mangahurco (1,172 hab)
- Cazaderos (1,100 hab)
- Limones (2,100 hab)
- Garza Real (2,500)
- Bolaspamba (1,188 hab)

## Situación y límites
El Cantón Zapotillo se extiende, desde la desembocadura de la quebrada Conventos en el río Puyango, aguas arriba hasta su confluencia con la quebrada Turinuma, aguas arriba hasta sus orígenes; de aquí trazando estos orígenes la línea imaginaria al suroeste hasta la unión de los caminos Huásimo - Barbones - Cerro Verde, que pasa por las localidades Cerro Verde, El Pindo y Orquetas, hasta alcanzar los orígenes de la quebrada Sin Nombre, para con una línea imaginaria al sur – este ir hasta las nacientes de la quebrada El Coco; y de ahí aguas abajo hasta su afluencia en el río Alamor; siguiendo aguas abajo hasta la afluencia de la quebrada Las Lajas, para seguir aguas arriba hasta su confluencia con la quebrada Cañaveral; hasta sus orígenes; de estos, y de ahí con una nueva línea imaginaria sur -este, hasta las nacientes de la quebrada Potrerillos, siguiendo aguas abajo, hasta su afluencia en el río Catamayo hasta su confluencia con el río Macará, formadores del río Chira; al sur, y al oeste de la confluencia de los ríos Catamayo y Macará.

### Límites
Norte, Sur y Oeste: República del Perú; Este: Con los cantones Celica, Macará, Puyango y Pindal.

### Extensión
El cantón Zapotillo tiene una extensión de 1215 km², siendo el segundo cantón más extenso de la provincia de Loja, cuyo primer lugar lo ostenta el cantón Loja.

### Geografía
La geografía del Cantón Zapotillo corresponde a territorios de tierras bajas de litoral, generalmente llano y con pocas elevaciones, considerándose que en este cantón confluyen la declinación de varias cordilleras que corren desde la parte central de la provincia. La parte baja está asentada en la llanura costera del Valle del Chira, a una altitud promedio de 130 m s. n. m. (metros sobre el nivel del mar). La parte alta se asienta en las confluencias de la Cordillera de Celica y está formada por terrenos semi-llanos y pendientes bajas y moderadas, encauzados en una formación natural depresiva, donde predominan terrenos llanos salpicados de pequeñas colinas; en esta zona, la altitud promedio es de 250 m s. n. m.
Se estima que hace miles de años este territorio estaba sumergido en el mar[cita requerida]. Actualmente, está conformado por varios tipos de vegetación, entre los que destacan el matorral seco espinoso y el bosque seco caduco o bosque muy seco occidental.
No existen accidentes geográficos notables en Zapotillo, a excepción de pequeños cerros y quebradas secas; los cauces arrastran nutrientes y minerales desde las partes altas de la provincia, generando lechos fértiles y productivos adyacentes a los cursos de agua, que se conocen como encerrados o cultivos de orillado; verdaderos "oasis", que explican por qué el agua es tan importante para la población de esta zona del país.

### Población
Según el censo de 1990 la población del cantón Zapotillo posee 10.234 habitantes de los cuales 5.050 son mujeres y 5.184 hombres; en el censo de noviembre de 2001, población es de 13.940 habitantes, 5.027 mujeres y 5.027 hombres, existiendo un aumento insignificante debido a la inestabilidad social y constantes conflictos con el Perú, ya para el año 2018 existe un aumento considerable de los habitantes de cantón según el censo de población y vivienda la población aumentó a 16.312 habitantes, de los cuales 6.871 son mujeres y 9.441 hombres.[cita requerida]
Otro de los aspectos que influyen en su economía, es la migración de su población, hacia Estados Unidos y Europa. Esta migración ha tenido lugar desde hace varias décadas, incrementándose durante las sequías en la zona, o en crisis económicas nacionales, los migrantes, con el dinero ganado en el exterior, también contribuyen al crecimiento de la ciudad y Cantón.

### Densidad poblacional
La densidad poblacional de cantón es de 10.13 habitantes por kilómetro cuadrado.

## Clima
El Cantón Zapotillo tiene un clima predominantemente;  tropical semiárido y tropical sabana; siendo el clima caluroso y tórrido todo el año con una temperatura mínima anual de 16 °C y una máxima de 41 °C.
Zapotillo tiene una temporada húmeda, lluviosa y sofocante de febrero a abril y otra temporada seca y calurosa de mayo a fines de enero, tiene una estacionalidad muy marcada y una oscilación térmica que en el día asciende a +15 °C en promedio.
El clima del cantón Zapotillo generalmente es tibio pero cómodo en las madrugadas, cálido y algo sofocante en las mañanas y tórrido y muy bochornoso en las tardes, sin embargo debido a la rigurosidad del clima de la región; por las condiciones climáticas se pueden generar condiciones muy hostiles para el desarrollo humano, como el golpe de calor y el síndrome de noche tropical o problemas de salud pública como las enfermedades producidas por la picadura de mosquitos y zancudos.[cita requerida]

### Temperatura
La temperatura media anual es de 27 °C, con variaciones estacionales de 26 °C en verano y 30 °C en invierno, con precipitaciones al Pacífico.
La temperatura máxima promedio asciende a entre 33 y 36 °C. La temperatura mínima promedio está entre 17 y 21 °C.
En la época calurosa, la sensación térmica es muy alta, sofocante y bochornosa (más de 40 °C en promedio y absolutas de 50 °C a la sombra).
Precipitaciones
Las precipitaciones se caracterizan por su torrencialidad, destacando los aguaceros tormentosos de la temporada lluviosa (febrero, marzo y abril) época donde cae hasta el 98% de las precipitaciones anuales. En el mes más húmedo hay hasta 15 días lluviosos con ciclos e intervalos secos de hasta 15 días, marzo es el mes con más precipitaciones.
En los meses lluviosos de ciertos años, la ola de calor y la sequía son frecuentes, generando un déficit hídrico muy alto, que dificulta la agricultura y las actividades económicas relacionadas con esta.
Las precipitaciones son escasas en el año y varían entre 150 mm y 800 mm

### Altitud
La altitud en el Cantón Zapotillo va desde los 835 m s. n. m. (metros sobre el nivel del mar) en Cerro Negro, Cazaderos, y 100 m s. n. m. en la zona baja.

## Administración cantonal
El Gobierno Autónomo Descentralizado del Cantón Zapotillo es el encargado de administrar los recursos materiales humanos y económicos del Cantón. El Gobierno Municipal está conformado por la parte ejecutiva que es el ALCALDE o ALCALDESA y por la parte legislativa que son los CONCEJALES, los mismos que son elegidos por el pueblo.

El cantón Zapotillo elige 1 alcalde o alcaldesa y 5 concejales de los cuales 3 son concejales Rurales y 2 son concejales Urbanos. El Alcalde es la persona que ejecuta las decisiones tomadas por el Consejo Municipal; dura 5 años en su función. Los Concejales conjuntamente con el alcalde toman las decisiones, sesionan en forma ordinaria una vez por semana.

## Fechas cívicas y religiosas
- 20 de enero, Fiesta ancestral en Honor al Santísimo Sacramento del Altar.

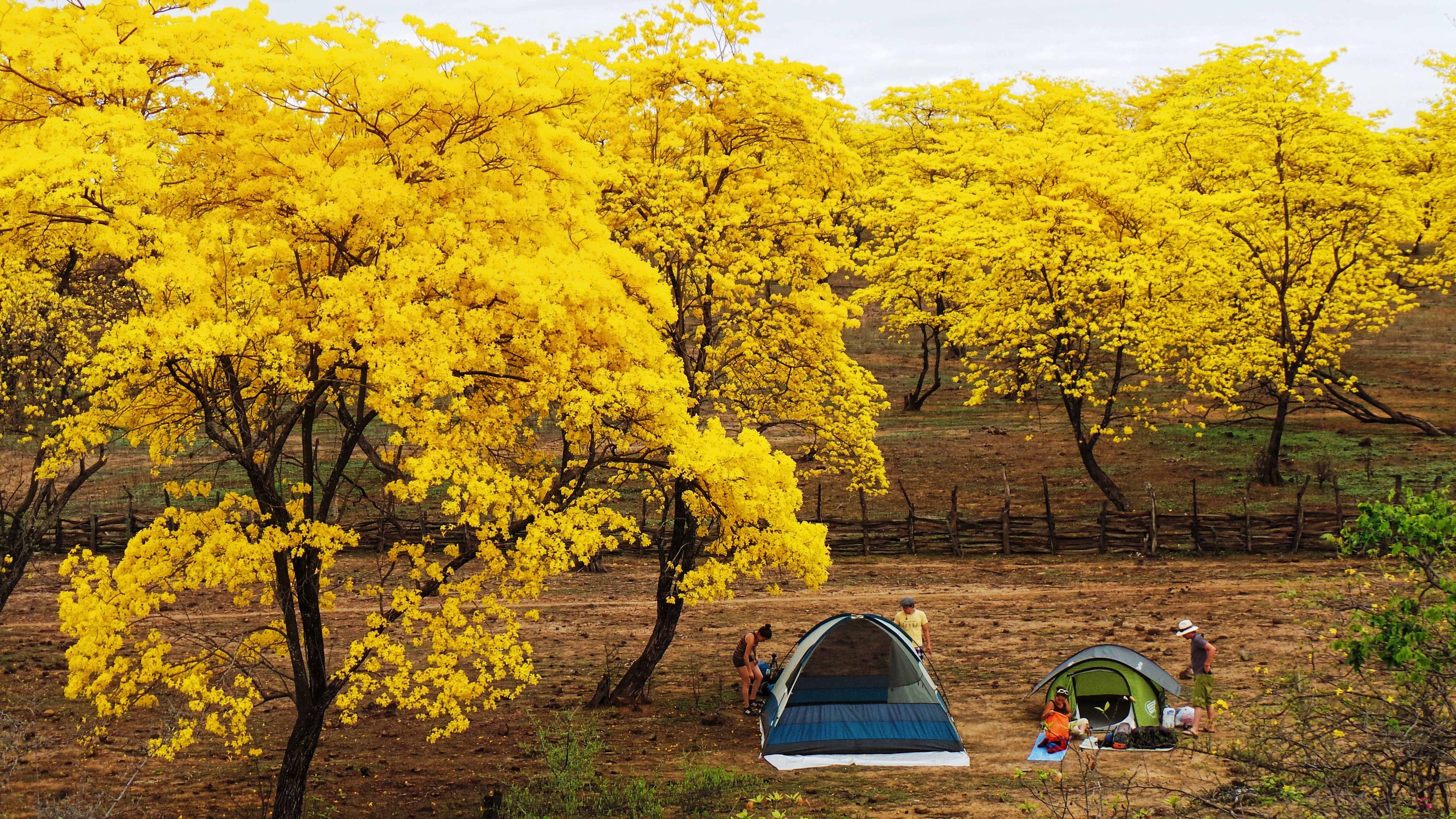
Guayacanes en flor, parroquia Mangahurco, cantón Zapotillo

- 23 de enero, Aniversario de la Parroquia Paletillas

- 01-15 de junio, Feria agropecuaria

- 21 de junio, Aniversario de la Parroquia Limones

- 23 de junio, Aniversario de la Parroquia Garzareal

- 7 de julio, Aniversario de la Parroquia Bolasbamba

- 27 de agosto, Cantonización de Zapotillo

- 30 de agosto, Fiesta religiosa en honor a Santa Rosa de Lima

- 12 de octubre, Aniversario de la Parroquia Mangahurco

- 16 de noviembre, Aniversario de la Parroquia Cazaderos

## Gastronomía
- Chivo al Hueco
- Seco de Chivo
- Picadillo de Chivo
- Naparo de chivo
- Sango de maíz
- Buñuelos de Zapallo
- Natilla Zapotillana
- Pasteles zapotillanos (rellenos de carne)
- Ceviches
- Queso y yogur de leche de cabra

## Patrimonio
- Reserva Natural La Ceiba.
- Reserva Municipal Los Guayacanes.
- Reserva Cazaderos
- Cascadas del Lobo(Caída de Conventos

)
- Cascada La cueva de la Leona (Reserva La Ceiba)
- Cascada El Coronel.
- Chorros, pequeñas cascadas que se han formado en las quebradas de la época invernal.
- Florecimiento de los Guayacanes, se da en todo el cantón pero se puede apreciar mayor cantidad de especímenes en las Parroquias Mangahurco, Bolaspamba y Cazaderos durante los meses de enero a febrero durante las primeras lluvias y solamente dura tres días.
- Laguna La cueva del Lagarto.
- Laguna de Crisantos.
- Laguna La Yala.
- Baños del Inca.
- Valle de Palo Santo.
- Río Catamayo-Chira, ubicado en la cabecera cantonal de Zapotillo, este balneario ofrece unos momentos de sano esparcimiento para toda la familia, así como de pesca deportiva en sus cristalinas aguas.
- El Carrizo, ubicado en el barrio Chambarango del cantón Zapotillo, este balneario natural ofrece a los turistas hidromasajes en su pequeñas cascadas, así como de pesca deportiva en sus cristalinas aguas.

- Iglesia Matriz
- Plaza Central
- Malecón de la ciudad.
- Castillo Mirador
- Puente internacional